# Johann von Aldringen
Johann von Aldringen (às vezes Altringer ou Aldringer; Grund, 10 de dezembro de 1588 — Landshut, 22 de julho de 1634) durante a Guerra dos Trinta Anos, foi um comandante a serviço da Liga Católica. Esteve envolvido na conspiração contra Albrecht von Wallenstein.

## Biografia
Nascido em 1584 na cidade de Luxemburgo, no Grão-Ducado de Luxemburgo, e depois de viajar como pajem de um nobre pela França, Sacro Império Romano-Germânico e Províncias Unidas, foi para a Universidade de Paris.
Em 1606 ele entrou ao serviço da Espanha, onde permaneceu até 1618, quando se juntou ao exército imperial. Aqui ele se destacou no campo e batalha e no gabinete. Feito coronel em 1622, dois anos depois foi funcionário do Conselho de Guerra e de missões diplomáticas. Na ponte de Dessau em 1626, ele prestou um serviço muito distinto contra Ernst von Mansfeld. Ele e seu companheiro constante Matthias Gallas foram enobrecidos no mesmo dia e, no decorrer da campanha italiana de 1630, os dois oficiais se casaram com as duas filhas do Conde d'Arco.
Aldringen serviu como major-general do conde Rambaldo XIII de Collalto nesta campanha e esteve presente na tomada de Mântua em 18 de julho de 1630, durante a Guerra da Sucessão de Mântua. A pilhagem dos tesouros do duque de Mântua fizeram de Gallas e Aldringen homens ricos. De volta à Alemanha em 1631, ele serviu após a Batalha de Breitenfeld como comandante de artilharia de Tilly e, elevado à dignidade de conde do Império, esteve presente na Batalha de Rain, onde foi ferido.

Quando Tilly morreu devido aos ferimentos, Aldringer foi o sucessor no comando. Tornado feldmarschall após o ataque ao Alte Veste perto de Nuremberg, no qual era o segundo em comando, sob as ordens do duque de Friedland (de quem era um grande favorito), ele foi o próximo colocado à frente das tropas comandadas pelo Duque Maximiliano I da Baviera para apoiar Wallenstein. Neste cargo, seu tato e habilidade diplomática foram submetidos a um severo teste na preservação da harmonia entre os dois duques. Finalmente, o conde Aldringer foi conquistado pelo partido da corte que pretendia destituir o muito bem-sucedido duque de Friedland. Após a morte de Wallenstein, Aldringer comandou contra os suecos no Danúbio, até ser morto durante a batalha de Landshut (22 de julho de 1634). Suas grandes posses foram herdadas por sua irmã, e daí para a família Clary und Aldringen.